# Bugmenot
Bugmenot (vrij vertaald: val me niet lastig) is een internetdienst die gebruikers de mogelijkheid geeft verplichte registraties van websites te omzeilen.
Een aantal websites, waaronder veel Nederlandstalige kranten, bieden hun inhoud niet openbaar aan. Een gebruiker moet zich bij de website registreren alvorens toegang wordt verkregen tot de inhoud van de website. Weliswaar is dit meestal gratis, toch ergeren veel gebruikers zich eraan dat ze gegevens over zichzelf moeten bekendmaken en dat ze zich op iedere website die ze bezoeken moeten identificeren.
Hiertoe heeft Bugmenot een database opgezet met daarin vele inloggegevens. Een gebruiker hoeft dan niet zelf te registreren, maar kan een setje inloggegevens ophalen bij Bugmenot en deze gebruiken.
Vanuit ethische overwegingen biedt Bugmenot deze dienst alleen aan voor gratis registraties. De betreffende websites lopen hierdoor dus geen directe inkomsten mis.
Er bestaan plug-ins voor Internet Explorer en Mozilla-achtige browsers (waaronder Mozilla Firefox en Netscape) waarmee de registratievelden direct ingevuld kunnen worden en de gebruiker niet eerst naar de website van Bugmenot hoeft.
Ook is er een bookmarklet waarmee een popup wordt geopend met daarin de wachtwoorden.